# 북송정역
북송정역(Buksongjeong station, 北松汀驛)은 광주광역시 광산구 소촌동에 위치한 철도역이다. 북송정삼각선 설치와 함께 경전선과 호남선 분기점의 신호를 제어하기 위해 만들었다. 여객/화물 취급은 하지 않는다. 역 건물은 호남선이나 경전선 본선상에 있지 않고 북송정삼각선 위에 있지만, 한국철도공사의 영업 거리표에서는 호남선의 역으로 취급된다. 약 400m 인근의 송정동에 광주 도시철도 1호선 송정공원역이 있다.

## 북송정삼각선
경전선과 호남선을 연결하는 삼각선으로, 호남선 북송정역과 경전선 북송정분기를 잇는 노선으로, 호남선의 지선이며 그 영업 거리는 1.0km이다. 호남선 전철화와 함께 광주선도 전철화되면서 같이 전철화되었다.

## 연혁
- 1973년 6월 18일 : 역사 신축 준공
- 1973년 7월 1일 : 신호소로 영업 개시[1]
- 2008년 12월 8일 : 경전선 쪽 북송정을 단순한 분기점(북송정분기)으로 격하